# Oxiquinolina (medicina)
Este artículo trata primordialmente de los usos de la oxiquinolina en el área médica.
La Oxiquinolina es un antiséptico y desinfectante con acción bacteriostática, fungistática (es decir, detiene el crecimiento de bacterias y hongos). Es un derivado heterociclo de la quinoleína por la colocación de un grupo OH en carbono número 8, razón por la cual este compuesto pertenece al grupo de las 8-hidroxiquinoleínas, como el clioquinol, por lo que se considera químicamente un compuestos heteropolíclico aromático. Es de color amarillo claro y se utiliza en otras industrias además de la médica bajo una variedad de nombres.

## Síntesis
Por lo general se preparó a partir del ácido quinolin-8-sulfónico o de una síntesis de quinolinas de Skraup (síntesis de Skraup) de 2-aminofenol.

## Uso en medicina
La oxiquinolina se emplea en heridas y pequeñas quemaduras.
En su forma de sulfato de oxiquinolina se utiliza en el tratamiento del pie de atleta, vaginitis, como desinfectante bucal, lava y ojos, ducha nasal, y en preparaciones para hemorroides.
Al igual que su congénere, el clioquinol, la oxiquinolina es un quelante (secuestra metales).

## Otras aplicaciones
Como antimicrobicida, la oxiquinolina puede tener aplicaciones potenciales para el desarrollo de diversas aplicaciones agrícolas y alimentarias que se basan en antimicrobianos volátiles.
Para más información
- Ver 8-hidroxiquinoleína.